# Посёлок имени Ильича (Хакасия)
И́мени Ильича́ — посёлок в Усть-Абаканском районе Хакасии. Входит в состав Доможаковского сельсовета.

## География
Посёлок расположен на левом берегу реки Уйбат, на расстоянии 60 км к юго-западу от пгт Усть-Абакан, административного центра района. Расстояние до ближайшей ж/д станции — 13 км.

## Население
| 2002 | 2010 |
| ---- | ---- |
| 138  | ↗143 |

### Национальный состав
Национальный состав на 2004 год: русские (60 %), хакасы (33 %) и др.

## Инфраструктура
Имеется неполная средняя школа. До середины 1960-х годов действовал гипсовый комбинат.